# 宮田町停留場
宮田町停留場（日语：／ Miyatachō teiryūjō */?）是位於日本愛媛縣松山市的路面電車車站，隸屬於伊予鐵道（伊予鐵），車站編號為06。車站是因應路面電車環狀化而加設的車站，由JR松山站前站起沿愛媛縣道19號至「法務局前交差點」前右轉入內街的專用路軌後設站，剛巧左右兩側月台同座落於松山大發工業的用地上。

## 所屬路線
- 伊予鐵道

松山市內線（大手町線）
■1號線（環狀線下行—順時針方向）
■2號線（環狀線上行—逆時針方向）

## 車站結構
設有相對式側式月台2個，並依據電車以左側乘車習慣，將月台劃分為左迴及右迴方向。由於車站所在處為單線雙向路段，電車並不能在此交換。有效長度為1輛，兩邊月台均設有候車座椅1張，但右迴月台則設有覆蓋整個月台的上蓋，而左迴月台為全露天月台。

### 月台配置
| 月台 | 路線        | 目的地                   |
| ---- | ----------- | ------------------------ |
| 1    | ■1號線 環狀 | 木屋町、上一萬方向       |
| 2    | ■2號線 環狀 | JR松山站前、松山市站方向 |

## 歷史
- 1927年4月3日：大手町線開通，最初路線只直通接駁至國鐵松山站，並不經過此處。
- 1936年5月1日：大手町線不再與國鐵松山站銜接，改經車站外圍接駁至西堀端站並與城北線銜接，但同樣並未經過此處。
- 1953年12月11日：古町～國鐵松山站前站間更改路軌，改行現時路軌，但並未設站[4]
- 1967年：

- 2月1日：環狀路軌開通。
- 5月16日：增設本站，開業。

## 相鄰停留場
伊予鐵道
大手町線
古町（07）－宮田町（06）－JR松山站前（05）